# 隋建國

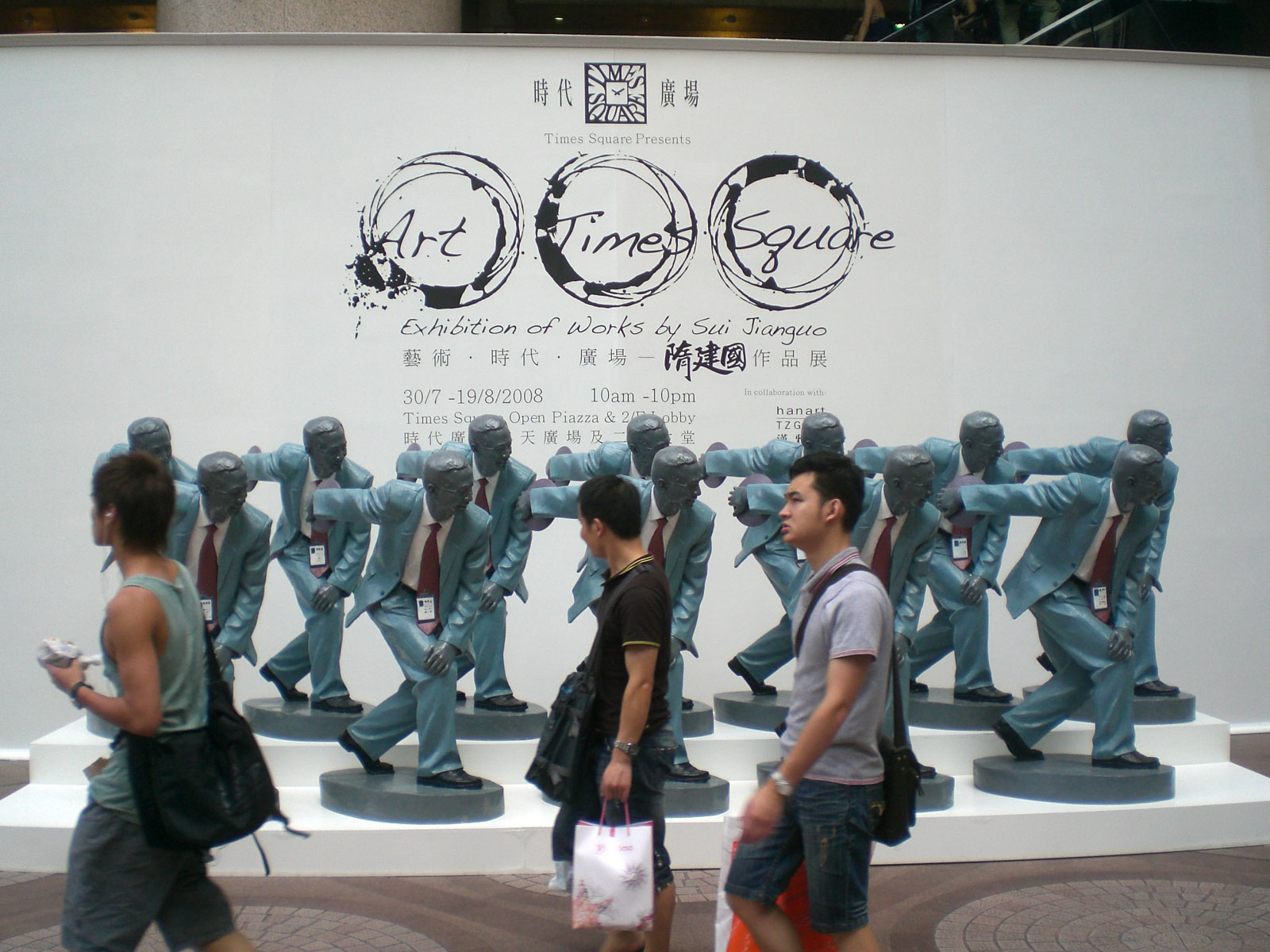
隋建國2008年作品展在香港時代廣場

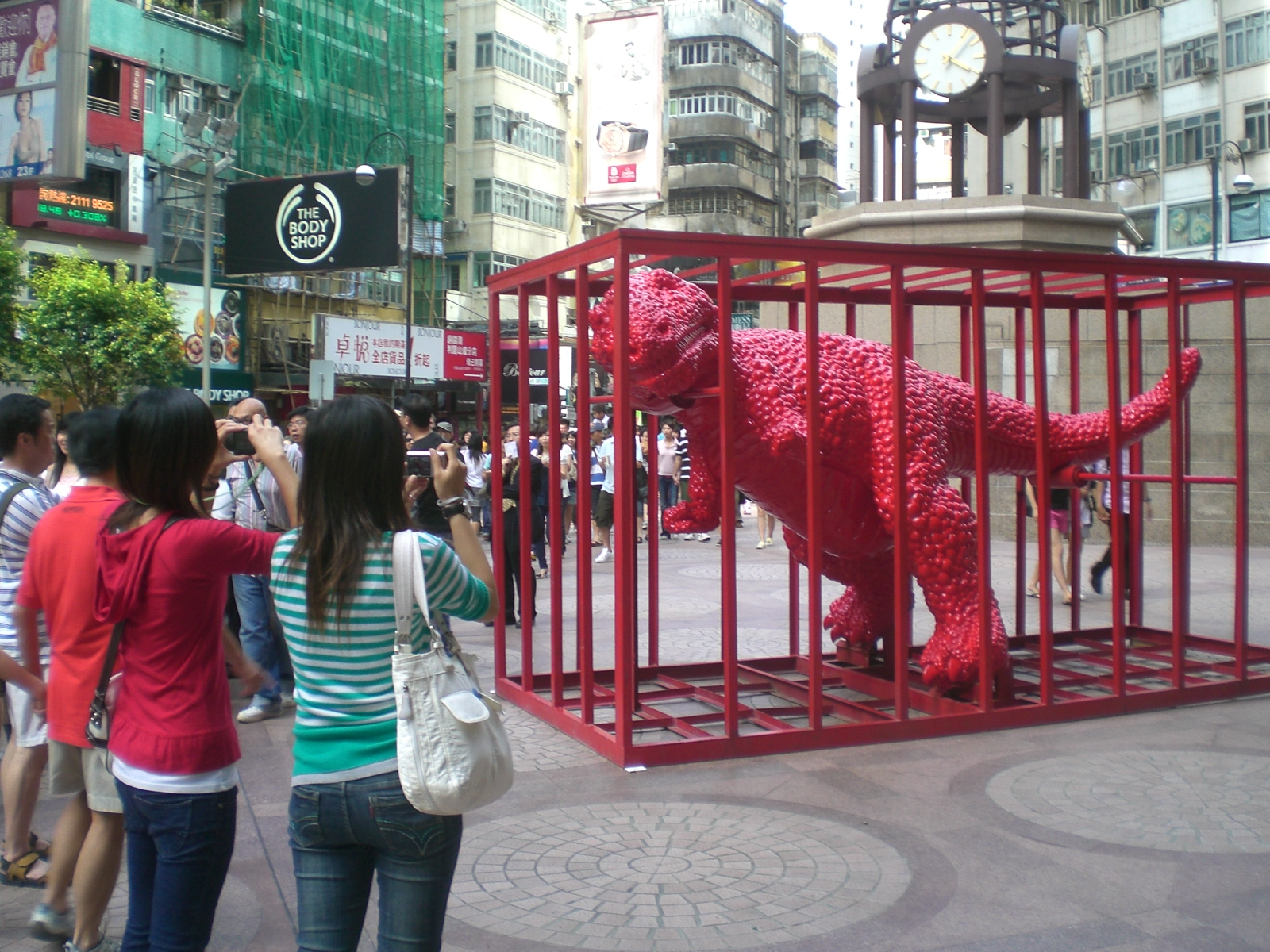
雕塑《恐龍 - 中國製造》

隋建國（1956年10月—），山东青岛人，中國大陸當代藝術雕塑家，1984年毕业于山东艺术学院美术系，中央美術學院雕塑系碩士。曾任中央美术学院雕塑系主任。

## 代表作
- 雕塑《衣缽 - 中山裝》
- 雕塑《恐龍 - 中國製造》
- 雕塑《新擲鐵餅者》